# La Ferrière-au-Doyen (Orne)
Pour les articles homonymes, voir La Ferrière-au-Doyen.
La Ferrière-au-Doyen est une commune française, située dans le département de l'Orne en région Normandie, peuplée de 156 habitants.

## Géographie
Le territoire est traversé par l'Iton dont un bras y prend sa source.

### Hydrographie
La commune est traversée par la ligne de partage des eaux entre les bassins hydrographiques Seine-Normandie et Loire-Bretagne. Elle est drainée par l'Iton, un bras de l'Iton, le fossé 01 de la Barillerie, le fossé 01 de la Rogerie, le fossé 02 de la Chevalerie, le fossé 02 des Ramées, le fossé 03 de la commune du Menil-Berard, le ruisseau de la Gazinière, le ruisseau de Ronxou, le Vivier Tranchant et l'Iton,.
L'Iton, d'une longueur de 132 km, prend sa source dans la commune de Mahéru et se jette  dans l'Eure à Acquigny, après avoir traversé 39 communes. 
Un plan d'eau complète le réseau hydrographique : le plan d'eau de la Grimonnière (0,98 ha),.

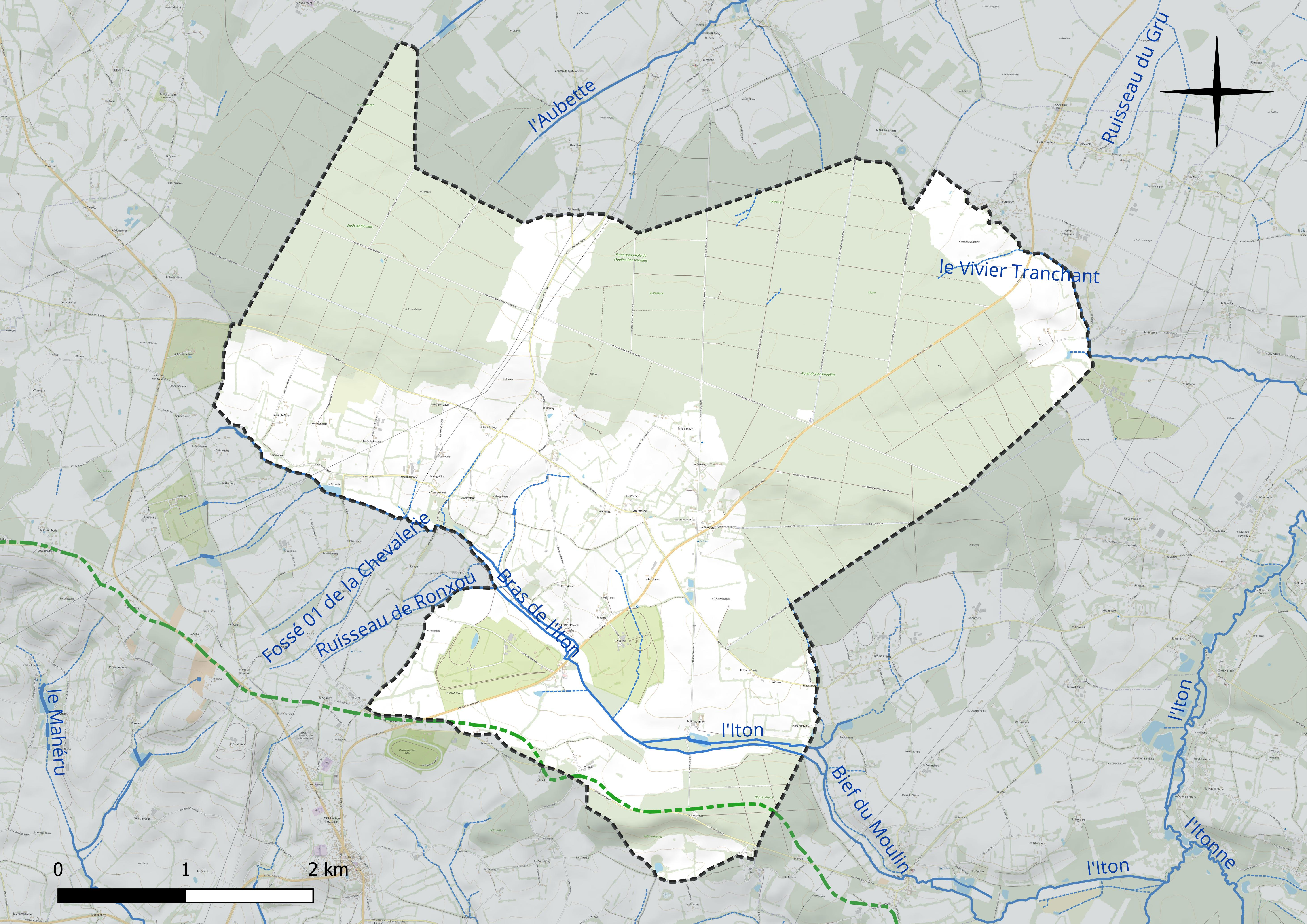
Réseau hydrographique de la Ferrière-au-Doyen.

### Climat
Pour des articles plus généraux, voir Climat de la Normandie et Climat de l'Orne.
En 2010, le climat de la commune est de type climat océanique dégradé des plaines du Centre et du Nord, selon une étude du CNRS s'appuyant sur une série de données couvrant la période 1971-2000. En 2020, Météo-France publie une typologie des climats de la France métropolitaine dans laquelle la commune est exposée à un climat océanique altéré et est dans la région climatique Normandie (Cotentin, Orne), caractérisée par une pluviométrie relativement élevée (850 mm/a) et un été frais (15,5 °C) et venté. Parallèlement le GIEC normand, un groupe régional d’experts sur le climat, différencie quant à lui, dans une étude de 2020, trois grands types de climats pour la région Normandie, nuancés à une échelle plus fine par les facteurs géographiques locaux. La commune est, selon ce zonage, exposée à un « climat contrasté des collines », correspondant au Pays d'Ouche et au Perche et bénéficiant d’un caractère continental affirmé avec des précipitations atténuées et des amplitudes thermiques fortes.
Pour la période 1971-2000, la température annuelle moyenne est de 9,5 °C, avec une amplitude thermique annuelle de 14,4 °C. Le cumul annuel moyen de précipitations est de 832 mm, avec 12,9 jours de précipitations en janvier et 8,2 jours en juillet. Pour la période 1991-2020, la température moyenne annuelle observée sur la station météorologique la plus proche, située sur la commune de Saint-Hilaire-le-Châtel à 11 km à vol d'oiseau, est de 0,0 °C et le cumul annuel moyen de précipitations est de 0,0 mm,. Pour l'avenir, les paramètres climatiques de la commune estimés pour 2050 selon différents scénarios d’émission de gaz à effet de serre sont consultables sur un site dédié publié par Météo-France en novembre 2022.

## Urbanisme

### Typologie
Au 1er janvier 2024, La Ferrière-au-Doyen est catégorisée commune rurale à habitat très dispersé, selon la nouvelle grille communale de densité à sept niveaux définie par l'Insee en 2022.
Elle est située hors unité urbaine. Par ailleurs la commune fait partie de l'aire d'attraction de L'Aigle, dont elle est une commune de la couronne,. Cette aire, qui regroupe 32 communes, est catégorisée dans les aires de moins de 50 000 habitants,.

### Occupation des sols
L'occupation des sols de la commune, telle qu'elle ressort de la base de données européenne d’occupation biophysique des sols Corine Land Cover (CLC), est marquée par l'importance des forêts et milieux semi-naturels (53,7 % en 2018), une proportion identique à celle de 1990 (53,7 %). La répartition détaillée en 2018 est la suivante : 
forêts (51,6 %), prairies (29,7 %), terres arables (13,8 %), zones agricoles hétérogènes (2,8 %), milieux à végétation arbustive et/ou herbacée (2,1 %). L'évolution de l’occupation des sols de la commune et de ses infrastructures peut être observée sur les différentes représentations cartographiques du territoire : la carte de Cassini (XVIIIe siècle), la carte d'état-major (1820-1866) et les cartes ou photos aériennes de l'IGN pour la période actuelle (1950 à aujourd'hui).

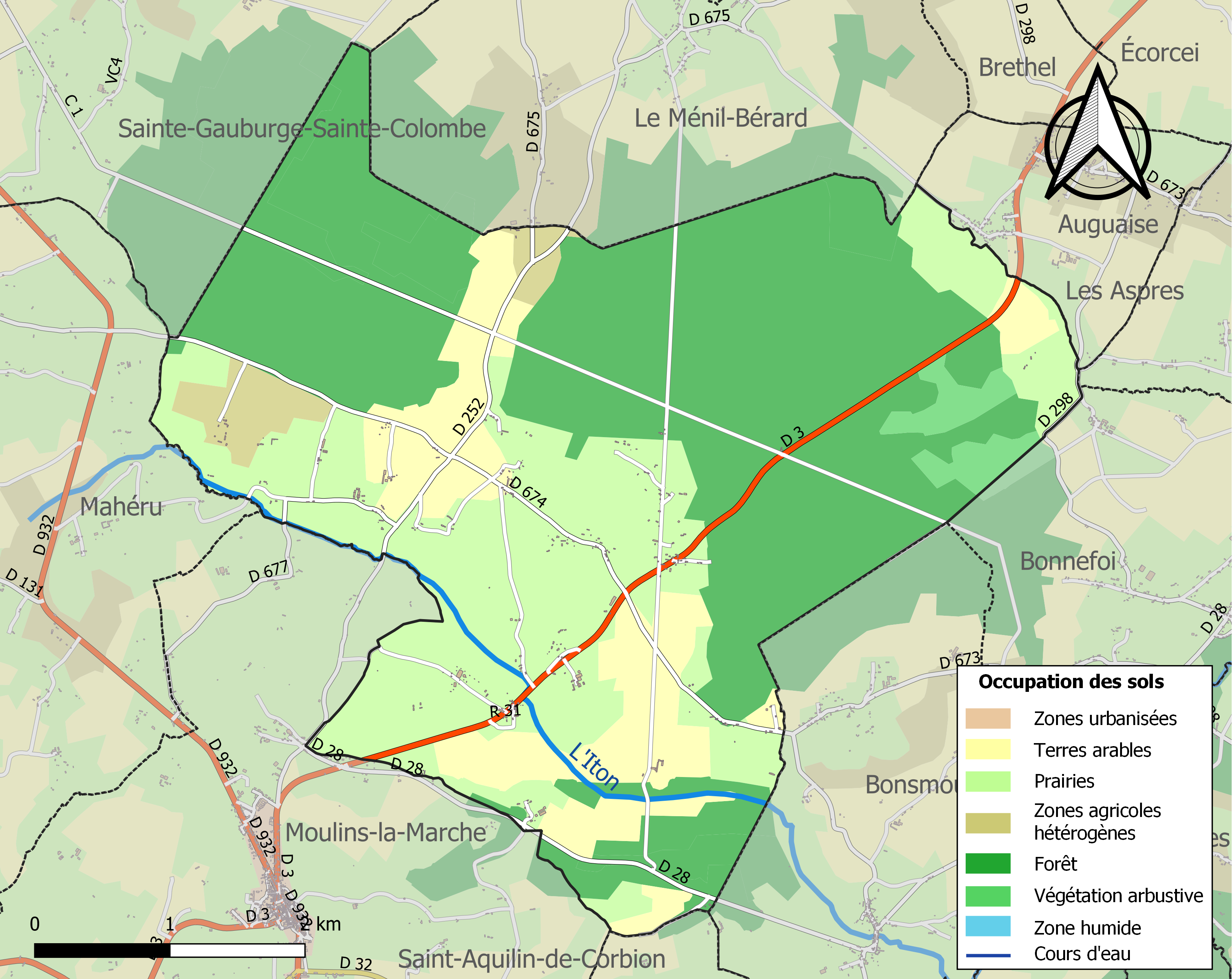
Carte des infrastructures et de l'occupation des sols de la commune en 2018 (CLC).

## Toponymie
De l'oïl ferrière, « installation pour extraire, fondre et forger le fer ».
Le doyen de la cathédrale de Bayeux était seigneur et baron de la Ferrière-au-Doyen.
« Du Moyen Âge, et même probablement dès l’âge du fer, jusqu’au milieu du XIXe siècle, le minerai de fer était extrait à ciel ouvert, dans des minières creusées au niveau des affleurements du gisement de fer ».

## Histoire
Pendant la Seconde Guerre mondiale, seul le carrefour de la D 2 avec la route forestière de Sainte-Gauburge fut bombardé en juin  1944 à proximité de la maison forestière de la Mare Bodin. Dans le carré opposé à celle-ci, les trous de bombes sont encore visibles au sud du carrefour.
Dans le hameau de la Bigotière, à l'angle ouest, une très importante infirmerie fut installée en 1943 par les Allemands et fonctionna à plein régime pendant toute la bataille de Normandie et ne fut  évacuée que fin juin 1944.

## Politique et administration
| Période                                  | Période | Identité        | Étiquette | Qualité     |
| ---------------------------------------- | ------- | --------------- | --------- | ----------- |
| 1908                                     | 1912    | Gustave Septier |           |             |
| 1912                                     | 1919    | Bonnard         |           |             |
| 1919                                     | 1938    | Émile Villette  |           |             |
| 1938                                     | 1945    | Charles Pousset |           |             |
| 1945                                     | 1977    | Ernest Billard  |           |             |
| 1977                                     | 1989    | Gabriel Lebosse |           |             |
| 1989                                     | 1995    | Louis Retaille  |           |             |
| 1995                                     | 2011    | Charles Nobus   | SE        | Agriculteur |
| 2011                                     | 2014    | Pascal Suard    | SE        | Technicien  |
| Les données manquantes sont à compléter. |         |                 |           |             |

## Démographie
L'évolution du nombre d'habitants est connue à travers les recensements de la population effectués dans la commune depuis 1793. Pour les communes de moins de 10 000 habitants, une enquête de recensement portant sur toute la population est réalisée tous les cinq ans, les populations de référence des années intermédiaires étant quant à elles estimées par interpolation ou extrapolation. Pour la commune, le premier recensement exhaustif entrant dans le cadre du nouveau dispositif a été réalisé en 2007.
En 2022, la commune comptait 156 habitants, en évolution de −9,3 % par rapport à 2016 (Orne : −3,21 %, France hors Mayotte : +2,11 %).
| 1793 | 1800 | 1806 | 1821 | 1836 | 1841 | 1846 | 1851 | 1856 |
| ---- | ---- | ---- | ---- | ---- | ---- | ---- | ---- | ---- |
| 720  | 647  | 753  | 714  | 723  | 701  | 721  | 705  | 630  |

| 1861 | 1866 | 1872 | 1876 | 1881 | 1886 | 1891 | 1896 | 1901 |
| ---- | ---- | ---- | ---- | ---- | ---- | ---- | ---- | ---- |
| 625  | 559  | 526  | 506  | 469  | 468  | 441  | 393  | 381  |

| 1906 | 1911 | 1921 | 1926 | 1931 | 1936 | 1946 | 1954 | 1962 |
| ---- | ---- | ---- | ---- | ---- | ---- | ---- | ---- | ---- |
| 360  | 347  | 312  | 331  | 346  | 293  | 278  | 250  | 241  |

| 1968 | 1975 | 1982 | 1990 | 1999 | 2006 | 2007 | 2012 | 2017 |
| ---- | ---- | ---- | ---- | ---- | ---- | ---- | ---- | ---- |
| 202  | 193  | 202  | 197  | 214  | 203  | 201  | 185  | 169  |

| 2022 | - | - | - | - | - | - | - | - |
| ---- | - | - | - | - | - | - | - | - |
| 156  | - | - | - | - | - | - | - | - |

## Culture locale et patrimoine

### Lieux et monuments
- Église Saint-Vincent.
- Château du Tertre.
- Ancien site de la Grimonière.
- Maison de justice de la Haute Voie.